# Berceni (Ilfov)
Berceni is een gemeente in het Roemeense district Ilfov en ligt in de regio Muntenië in het zuidoosten van Roemenië. De gemeente telt 3621 inwoners (2005).

## Geografie
De oppervlakte van Berceni bedraagt 27 km², de bevolkingsdichtheid is 134 inwoners per km².
De gemeente bestaat uit de volgende dorpen: Berceni.

## Politiek
De burgemeester van Berceni is Marian Ghenu (PSD).
| Gemeenteraadslid  | Politieke partij |
| ----------------- | ---------------- |
| Tudor Colibășeanu | PSD              |
| Tudor Dragomir    | PSD              |
| Angela Tinca      | PSD              |
| Eugen Paraschiv   | PNL              |
| Niculae Sânge     | PNL              |
| Stelian Ene       | PNL              |
| Gheorghe Covrigea | PNL              |

| Gemeenteraadslid  | Politieke partij |
| ----------------- | ---------------- |
| Florin Ivan       | PD               |
| Maria Drăgan      | PD               |
| Gheorghe Cristea  | PD               |
| Tudor Petre       | PD               |
| Gheorghe Dragomir | PNȚCD            |
| Marin Oancea      | PC               |

## Geschiedenis
In 1598 werd Berceni officieel erkend.